# جورج أ. وايت
جورج أ. وايت (بالإنجليزية: George A. White) هو ضابط وصحفي أمريكي، ولد في 18 يوليو 1880 في مقاطعة سالين في الولايات المتحدة، وتوفي في 23 نوفمبر 1941 في Clackamas, Oregon ‏ في الولايات المتحدة.